# 極道の妻たち Neo
『極道の妻たち Neo』（ごくどうのつまたち ネオ）は、2013年公開の日本映画。監督は、香月秀之。主演は、黒谷友香。通称『極妻（ごくつま）』シリーズの第16作目。『極妻』シリーズの主演は、岩下志麻、十朱幸代、三田佳子、高島礼子に続いて黒谷で5代目となる。本作のタイトルは家田荘子の原作本の通り「ごくどうのつまたち」と読む。R-15指定作品。本作は、京都府を舞台に傘下の2組のヤクザ組織による争いやその裏で起こる母体組織の乗っ取り、また一般人の少女とヤクザ夫婦との交流などが描かれている。
キャッチコピーは、「肌に刻んだのは、愛する覚悟。」。
これまでの『極妻』シリーズの累計観客動員数は670万人を突破し、ビデオ・DVDなどのソフト販売数も合計70万枚を突破している。

## あらすじ
京都のヤクザ組織・西京連合の傘下である鬼場組組長の妻・琴音（黒谷友香）は、同じく傘下の加藤組に後を追われる少女と出会う。琴音は少女を助けたことで加藤組組長夫妻（修平、アザミ）から落とし前をつけるよう迫られるが、直後に帰ってきた夫・満（長嶋一茂）がその場を収める。しかし、アザミ（原田夏希）には加藤組若頭だった恋人を一対一の闘いで満に命を奪われた過去があり、今でも満を恨んでいた。結婚後も恋人を忘れられずにいたアザミは、彼が満との闘いで用いた長ドスを手にして時々思い出に浸る。
そんな中、街では、事務所を持たず誰がトップかも分からない中国マフィア・銀竜会の存在が噂され、最高連合を脅かし始める。ある日、西京連合会長宅が放火に遭い、直後の緊急幹部会では銀竜会の仕業が疑われ、会長は満に謎の多い彼らを調べさせることに。しかし数日後、満が何者かに殺されて琴音は悲しみに暮れるが、その後、立て続けに鬼場組若頭（嶋尾康史）や会長までもが殺されてしまう。その後、鬼場組に警察のガサ入れが行われると幹部が公務執行妨害で逮捕されるが、琴音は組のために気持ちを奮い立たせる。
その後、同じく修平（今井雅之）が何者かに襲撃されて入院した後、西京連合の緊急幹部会が開かれ、琴音も出席する。会を仕切る会長代行・金子道彦は、修平の証言により銀竜会の仕業だったことが判明したことを幹部たちに告げる。しかし金子から西京連合存続のため修平を若頭に就任させて銀竜会と手を組むことを告げられる。その話に納得できない琴音は啖呵を切って退出するが、鬼場組幹部が加藤組に引き抜かれてしまい、残るは3人の若手組員だけとなる。
若手組員が必死に満の襲撃事件を調べると、琴音に「犯人の殺し屋を捕まえた」との連絡が入り組員のもとに向かう。組員が殺し屋を脅すと殺しの依頼主はアザミで、彼女から渡された長ドスで満たちを殺したことが判明する。さらにこの殺しの発端は金子と加藤夫妻が西京連合を乗っ取るために、銀竜会の名を利用していたことも分かる。憤る琴音だが復讐を考える若手組員の将来を考え、無駄死にさせたくないとの思いから鬼場組の解散を決める。
修平が退院した頃、満の墓に訪れた琴音は夫との思い出を懐かしんだ後、組事務所で組員たちと最後の夕食を囲む。組員たちに別れを告げた琴音は、ひっそりと満の形見の長ドスを持って金子と加藤夫妻のもとに仇討ちに向かう。修平とアザミが金子の会長会長就任祝いの宴をする中、男たち2人を倒した琴音はアザミとお互いに長ドスを手にして命懸けの闘いに挑み、極道の妻として決着をつける。

## キャスト
鬼場琴音（きば ことね）
演 - 黒谷友香
鬼場組組長妻。ブティックを経営しているが、組の資金ではなく個人的に貯めたお金で店を開いた。和食を中心に料理が得意。過去に看護師をしていた頃たまたま街なかで怪我をした満を手当したことがきっかけで夫婦となった。過去に実家の両親に極道の妻となることを猛反対され、迷惑をかけたくないとの思いから自ら親子の縁を切り満と結婚した。満との間に子供はおらず、心の中では若い組員たちを自身の子供のように思い接している。背中には夫と同じ刺青を入れている。
加藤アザミ
演 - 原田夏希
加藤組組長妻。「白川楼」という料亭を経営している。気性が荒い性格で自分が納得できないことには妥協しない。若い頃に付き合っていたヤクザの矢島を満とのサシの勝負で亡くしたため、今でも満のことを恨んでいる。修平の妻となったが心の中では今でも矢島のことを想い続けており、彼が死ぬ間際に持っていた長ドスを形見として大事にしている。琴音のことを同じ西京連合傘下の組長妻として敵視する。

### 琴音と関わる主な人たち
鬼場満
演 - 長嶋一茂
京都市に組を構える鬼場組組長。“破れ太鼓”の異名を持ち、過去には「西京連合の切り込み隊長」として有名だった。顔の左側にある刺し傷は、過去の矢島との闘いでできたもの。賭け事好きだが、これまで数千万単位で勝ったり負けたりしている。基本的には凄みがありカッとなるとすぐ手を上げるが、時に思いやりある行動を取ることもある。「本物の極道は私利私欲に生きるのではなく、義理のために生きる」との考えを大事にしている。
西澤サクラ
演 - 小池里奈
女子高生。幼い頃に母は蒸発し、父が加藤組に多額の借金をしたまま自殺したばかり。冒頭で加藤組に追われていた所を琴音に出会い、父の借金問題を解決してもらった後鬼場組で暮らし始める。その後は、学校に通いながら若い組員たちと一緒に家事をするようになる。ヤクザを嫌っているが、明たちから家事やヤクザとしての礼儀を教わり琴音との交流を通じて極道の妻の生活や心に秘めている思いなどを知るようになる。
加藤修平
演 - 今井雅之
西京連合加藤組組長。組の資金活動として表で会社ゴロをやりながら、裏では西京連合に隠れて覚醒剤をさばいて儲けている。アザミとは、矢島を失い悲しみに暮れる彼女に色々と世話をしたことが縁で夫婦となった。普段から気が荒く威勢は良いが、少々頼りない所があり夫婦間ではアザミに押され気味。50人ほどの組員を抱えるが、過去に西京連合にケンカを売ったことがある。

### 鬼場組の主な組員
笠井明
演 - 渡部豪太
鬼場組若手組員。舎弟頭なのか下っ端組員をまとめている。鬼場家で暮らし始めたサクラを下っ端組員のように扱い、家事の仕方を教え始める。筋の通らないことが嫌いな真っ直ぐな性格で鬼場組への忠誠心が強い。ある時街なかでアザミが誰かから何かを受け取るのを偶然目撃し、不審に思ったことから彼女のことを調べ始める。
藤森義一
演 - 嶋尾康史
鬼場組若頭。組のNo.2で満が不在の時は彼の代わりに客の応対や交渉などをする。しかしその後シマの見回りをしていた所、銀竜会の人間に殺される。
こづか
演 -
鬼場組の中堅組員。藤森の次に偉い人物でよく彼と行動を共にしている。満や藤森が殺された後銀竜会と抗争をするよう琴音や組員を鼓舞するが、直後に組事務所に現れた警察に公務執行妨害罪で逮捕される。
ヤス（ダークグレーのジャージ）とユウジ（ライトグレーのジャージ）
鬼場組の下っ端組員。2人とも丸刈りの20歳前後の若者で、いつもジャージを着ている。鬼場組組事務所で寝起きしながら家事や雑用をこなしている。明と3人で行動していることが多く、その都度彼から色々と指示を受ける。

### その他の主な人たち
岸辺宗一郎
演 - 石橋蓮司
西京連合会長。西京連合の中でも特に満を気に入り目をかけている。ヤクザにしては比較的温厚な性格。自宅の放火を銀竜会によるものと疑い、幹部会で満に彼らの内情を調べるよう告げる。
金子道彦
演 - 大杉漣
西京連合会長補佐。幹部会で意見が合わない時に他の幹部たちをまとめたり諌めるなどしている。会長の死後会長代理となり、西京連合を解散させないため苦肉の策として銀竜会と手を組むことを決める。
矢島晃司
演 - 袴田吉彦
加藤組若頭。故人。アザミの元恋人。数年前に鬼場と一対一で長ドスで勝負するが、刺されて亡くなった。この勝負について満から「お前とはやりたくなかったがこれも極道のさだめ」と言われているが、勝負に至った具体的な経緯などは不明。満から「加藤組の中であいつだけはほんまもん」と認められている。
一場
演 - 天龍源一郎
西京連合幹部の1人。会長宅放火後の幹部会に出席し、犯人の疑いがある銀竜会は、表向き組事務所がなく誰がトップか幹部かも分からないため証拠を掴むのは大変だと意見する。
次原
演 - 黒田アーサー
西京連合幹部の1人。会長宅放火後の幹部会に出席し、シマで麻薬を密売する中国人を拷問して銀竜会の情報を得て、相手と戦争を仕掛けるという鬼場の意見を指示する。
マッサージ師
演 - 家田荘子（ノンクレジット）
ある時自身が働くマッサージ店で、客として訪れた岸辺を施術する。
その他
- 銀次郎

## スタッフ
- 監督 - 香月秀之
- 製作 - 間宮登良松
- 企画 - 日達長夫
- エグゼクティブプロデューサー - 加藤和夫
- プロデューサー - 嶋津毅彦、矢後義和
- キャスティングプロデューサー - 福岡康裕
- 原作 - 家田荘子「新・極道の妻たち」(青志社刊)
- 脚本 - 米村正二
- 音楽 - MOKU
- 音楽プロデューサー - 津島玄一
- 撮影 - 朝倉義人
- 照明 - 杉本崇
- 美術 - 平田俊昭
- 録音 - 日比和久
- VE - 今西貴充
- 編集 - 藤田和延（J.S.E）
- 整音 - 和田秀明
- 音響効果 - 竹本洋二
- 助監督 - 林稔充
- 記録 - 森村幸子
- 装置 - 森勇輔
- 装飾 - 長谷川優市呂
- 持道具 - 高津商会
- 背景塗装 - 小林正敏
- 建具 - 望月毅
- 衣裳 - 大本猛（東京衣裳）
- スタイリスト - 今村文子
- ヘアメイク - 小池道子（東和美粧）
- 進行 - 河野和考
- VFX - 北昌規
- 擬斗 - 清家三彦（東映剣会）
- スチール - 荒川大輔
- 進行主任 - 芦田淳也
- ポスター撮影：杉山芳明
- 題字 - 家田朱蓬
- 音楽協力 - 東映音楽出版
- 仕上協力 - 東映デジタルセンター、東映ラボテック
- 制作プロダクション - 東映京都撮影所
- 製作 - 東映ビデオ
- 配給 - 東映ビデオ